# Мой Хатико
Мой Хатико (кит. 忠犬八公, англ. HACHIKO) — китайский драматический фильм режиссёра Сюй Ана, адаптированный на основе оригинального сценария Синдо Канэто «История Хатико». Главные роли сыграли Фэн Сяоган, Джоан Чэнь, Бай Цзюган и Эпонин Хуан. Фильм рассказывает историю дружбы преподавателя Чэна Цзинсю и его верной собаки по имени Ба Тон.
Премьера фильма состоялась 31 марта 2023 года. В России фильм был выпущен 31 августа 2023 года.

## Сюжет
В горном городе Чунцин, на юго-западе Китая, немолодой доцент Чэнь Цзинсю подбирает на дороге грязного щенка. Изначально его жена Цзячжэнь была против собаки, но из-за настойчивости мужа, соглашается оставить питомца. Цзинсю решает назвать собаку «Ба Тон», как значение, спрятанной щенком, костяшки настольной игры маджонг (кит. 八銅 ba tóng — восемь медяков). Чэнь в семейной жизни чувствует себя одиноким: жена недовольна тем, что он до сих пор доцент, сын пытается реализоваться в профессии программиста и уезжает в Пекин, дочь выходит замуж. Поддержка Ба Тона помогает ему смириться с взрослением детей и наладить отношения с женой. Со временем Ба Тон стал сопровождать Цзинсю до станции канатной дороги, по которой преподаватель уезжал на работу. В одной из поездок Цзинсю внезапно скончался и в связи с этим его жена решает переехать к сыну в Пекин, а Ба Тона оставить с дочерью. Но верная собака продолжала ждать своего хозяина у станции и сбежала жить на улицу. Проходит десять лет, вдова и сын приезжают в Чунцин и видят у станции постаревшего Ба Тона. Собака приводит бывших хозяев к их старому разрушенному дому и умирает. В следующей сцене мы видим Ба Тона ещё щенком, который поднимается на второй этаж дома и через окно выходит на платформу, где его ждет хозяин Цзинсю. Вместе они заходят в кабинку и уезжают по канатной дороге.

## В ролях
- Фэн Сяоган — Чэнь Цзинсю, доцент кафедры геологии университета в Чунцине, родом из Пекина.
- Джоан Чэнь — Ли Цзячжэнь, жена Чэнь Цзинсю, любит играть в маджонг.
- Бай Цзюган — Чэнь Синьцяо, сын Чэнь Цзинсю, программист
- Эпонин Хуан — Чэнь Сяочжоу, дочь Чэнь Цзинсю
- Ян Бо — А Мин, бойфренд Чэнь Сяочжоу, который позже стал её мужем.
- Цянь Бо — г-н Ма, владелец магазина у входа на станцию канатной дороги
- Сюэ Сюйчунь —  Ли, носильщик

## Интересные факты

18 собак-актёров в роли Ба Тона

- В оригинальной истории Хатико был собакой породы акита-ину, в китайской версии Ба Тон стал китайской пастушьей собакой[3].
- Сценарист фильма Чжан Ханьсы родом из Чунцина[4].
- Канатная дорога через реку Янцзы — вторая канатная дорога через реку в Чунцине открылась в 1987 году.
- Съемочная группа использовала 18 собак разного возраста в роли Ба Тона[5].
- На финальных титрах фильма звучит песня   «Моё имя»   (кит. 我的名字) в исполнении Цзяо Майци  (кит. 焦邁奇)[6]
- В русском дубляже голосом преподавателя Чэнь Цзинсю стал Александр Рахленко, он же озвучил профессора Паркера Уилсона в фильме «Хатико: Самый верный друг».

## Награды
- 2023 — победа в категории «Самый обсуждаемый фильм года» на Weibo Movie Night 2023[7]
- 2023 — победа в категории «Лучший фильм» на 8-м Китайско-Канадском международном кинофестивале[8]
- 2023 — награда «За лучший адаптированный сценарий» на церемонии Golden Screenwriters Night[9]
- 2023 — победа в категории «Лучший молодой режиссер года» на iQIYI TV and Movie Awards[10]
- 2023 — номинация в категориях «Лучший фильм», «Лучшая молодая актриса» (Эпонин Хуан) и «Лучшая музыка» на Международном Шанхайском кинофестивале[11]